# China Aviation Industry Corporation

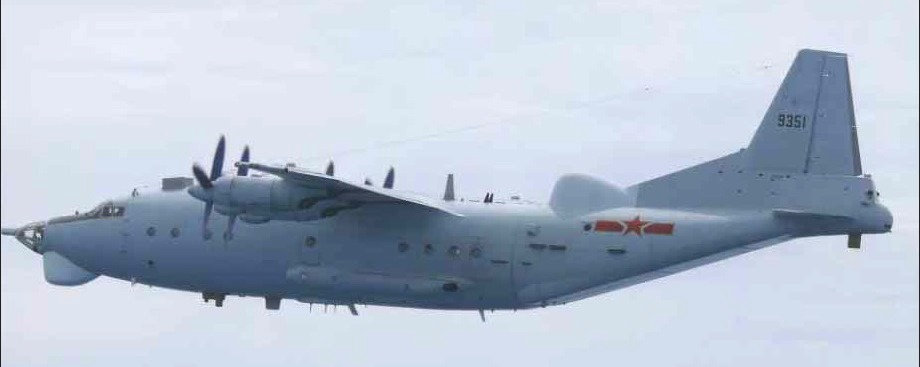
Y8 transportvliegtuig, kopie van de Antonov An-12

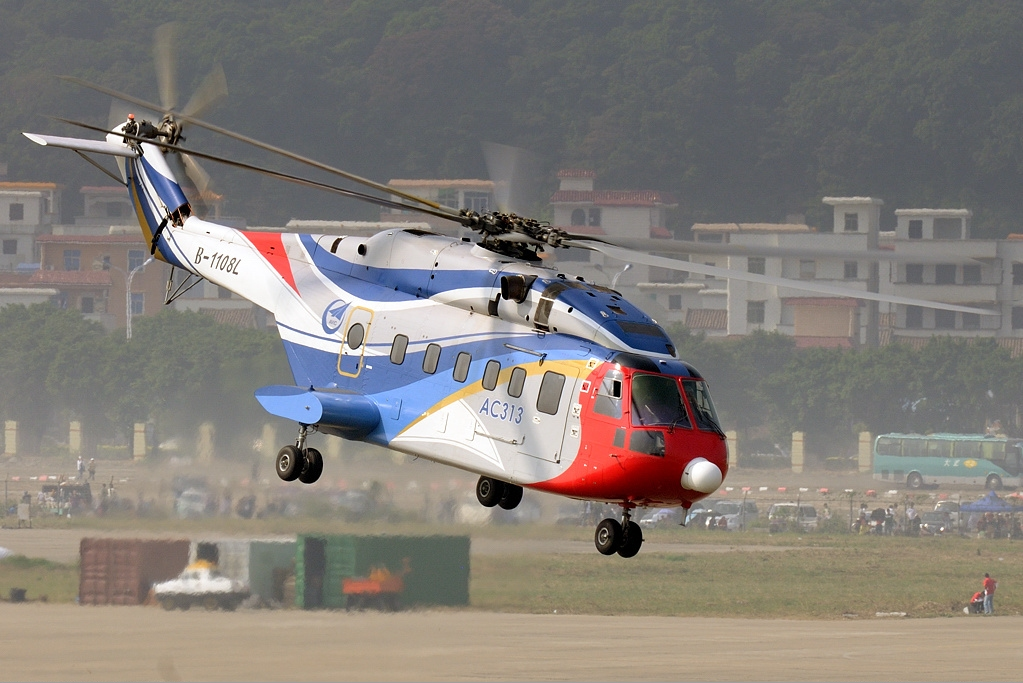
AC313 helikopter, een afgeleide versie van de Aérospatiale SA 321 Super Frelon

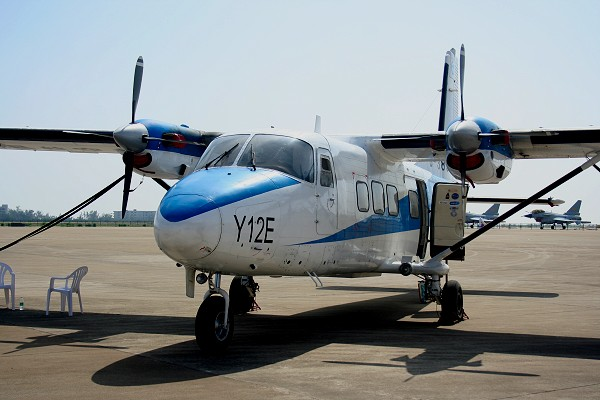
Harbin Y12e

Aviation Industry Corporation of China (AVIC) is een Chinees conglomeraat. De hoofdactiviteiten zijn luchtvaart gerelateerd. Het is een belangrijke producten van vliegtuigen en helikopters voor militair en civiel gebruik. Het is een staatsbedrijf en de aandelen worden gehouden door SASAC. AVIC heeft wel belangen in diverse bedrijven die ook beursgenoteerd zijn.

## Activiteiten
De primaire taak van AVIC is een belangrijke bijdrage te leveren aan de ontwikkeling van de luchtmacht van het Volksbevrijdingsleger. Later moet het een concurrent worden van de globale spelers in de civiele luchtvaartindustrie en zich kunnen meten aan Airbus en Boeing.
Het bedrijf richt zich vooral op de militaire en civiele luchtvaart. Het ontwikkelt, fabriceert en speelt een rol bij de financiering van gevechts- en transportvliegtuigen, helikopters en vliegsimulators. Daarnaast heeft het ook belangen op het gebied van de gezondheidszorg, vermogensbeheer, consumentenproducten, motorvoertuigen en dergelijke. 
Veel van de producten vinden nog hun oorsprong bij buitenlandse vliegtuigfabrikanten. Het heeft licentieovereenkomsten gesloten of afspraken gemaakt om vergelijkbare versies in China te produceren. Het wil wel meer toestellen in eigen beheer gaan ontwikkelen en produceren.
De activiteiten zijn verdeeld over 100 dochterbedrijven, waarvan 28 met een beursnotering. Het bedrijf telde meer dan 450.000 medewerkers in 2017. Het behaalde een omzet van US$ 59 miljard in 2017 en hierop werd een winst gerealiseerd van US$ 363 miljoen. Het had per 31 december 2017 een balanstotaal van ruim US$ 130 miljard. Het stond op de 161e plaats van de Fortune Global 500 lijst in 2018.

## Geschiedenis
Het bedrijf werd op 1 april 1951 opgericht tijdens de Koreaanse oorlog. Het kreeg aanvankelijk de naam Aviation Industry Administration Commission, maar nadien zijn de naam en activiteiten diverse malen gewijizgd. 
| Periode                 | Naam |
| ----------------------- | --- |
| Apr 1951 - Aug 1952     | Aviation Industry Bureau, Ministry of Heavy Industry                                                                    |
| Aug 1952 - Feb 1958     | 4th Bureau, No.2 Mechanical Industry Department                                                                         |
| Feb 1958 -Sept 1960     | 4th Bureau, No.1 Mechanical Industry Department                                                                         |
| Sept 1960 - Sept 1963   | 4th Bureau, No.3 Mechanical Industry Department                                                                         |
| Sept 1963 - Apr 1982    | No.3 Mechanical Industry Department                                                                                     |
| Apr 1982 - Apr 1988     | Ministry of Aviation Industry                                                                                           |
| Apr 1988 - Jun 1993     | Ministry of Aviation and Aerospace Industry                                                                             |
| Jun 1993 - Jun 1999     | China Aviation Industry Corporation                                                                                     |
| Jul 1999 - Mei 2008     | China Aviation Industry Corporation I, China Aviation Industry Corporation II                                           |
| Mei 2008 - Nov 2008     | China Aviation Industry Corporation I, China Aviation Industry Corporation II, Commercial Aircraft Corporation of China |
| Nov 2008 – tegenwoordig | Aviation Industry Corporation of China (AVIC)                                                                           |

Medio 1999 werd Aviation Industry Corporation gesplitst in twee onderdelen, China Aviation Industry Corporation I en China Aviation Industry Corporation II. De scheiding was van korte duur en op 6 november 2008 werden de twee weer samengevoegd. De splitsing was inefficient en leidde tot hogere kosten.
In 2010 nam AVIC het Amerikaanse Continental Motors over van Teledyne Technologies. Continental Motors bestond toen al zo'n 80 jaar en telde 400 medewerkers. Het is een fabrikant van vliegtuigmotoren, onderdelen en componenten.
In 2018 presenteerde AVIC diverse kleinere toestellen op de Braziliaanse markt. Het is de eerste Aziatische producent op Sao Paulo's LABACE 2018 luchtvaartexpositie. Het zoekt ook een lokale partner voor de productie van het twee-motorige Harbin vliegtuig met een capaciteit tot 18 passagiers.